# Ostracion cyanurus
Ostracion cyanurus är en fiskart som beskrevs av Eduard Rüppell 1828. Ostracion cyanurus ingår i släktet Ostracion och familjen koffertfiskar. Inga underarter finns listade i Catalogue of Life.